# 빠툼타니주
'빠툼타니주(태국어: ปทุมธานี, Pathum Thani)는 태국 중부의 주 (창왓)이다. 이웃하는 주로는 아유타야 주, 사라부리 주, 나콘나욕 주, 차층사오 주, 방콕, 논타부리 주가 있다.

## 지리
이 지방은 방콕 바로 북쪽에 자리를 잡고 있으며, 방콕 도시권의 일부이기도 하다. 두 주 간의 많은 경계 부분이 더 이상의 구분이 필요치 않는다. 두 측의 경계 모두가 도시화되어 있기 때문이다.
빠툼타니는 사원과 공원이 가득한 옛 도시이며, 몬 왕국의 문화를 경험할 수 있는 곳이기도 하다. 이러한 수많은 문화와 역사를 박물관과 사원에서 접할 수 있다. 또한 이곳에는 태국에서 가장 재미있는 어린이 공원인 《드림월드》가 있다. 짜오프라야강변에 위치한 몬 문화와 전통은 독특한 그들만의 특성을 엿보게 한다.
지형은 평평하며, 짜오프라야강이 수도로 흘러들어 간다. 많은 운하 수로들이 이 지방을 가로지르며, 쌀 농사의 밑거름이 된다.

## 역사
17세기 무렵 몬족이 유입되어 마을을 만들었다고 여겨진다. 원래는 서무코크라는 전 이름이 있었지만, 1815년 라마 3세 시대에 부왕 라마 2세가 이 땅을 방문했는데, 주민들이 연꽃으로 환영을 했으므로, 왕이 이 지방의 이름을 바꿔 태국어로 "연꽃"을 뜻하는 빠툼타니가 되었다.

## 상징
이 지방의 인장은 두 개의 벼 잎이 고개를 숙인 연꽃을 보여준다. 두 개 모두 이 지방의 풍요를 상징한다. 주목은 인디언 산호나무이며, 주화는 연꽃이다.

## 행정 구역
이 지방에는 7개의 암프와 60개의 땀본이 있으며, 다시 529개의 무반 (행정 구역)으로 나뉜다.
| 1. 므앙빠툼타니군 2. 클롱루앙군 3. 탄야부리군 4. 농스아군 | 1. 랏룸깨오군 2. 람룩까군 3. 삼콕군 |

## 교육 기술
- 아카데미 연구소
- 연구 기관
- 산업 공원